# Ähnlichkeitsabbildung
Als Ähnlichkeitsabbildung (oder Ähnlichkeit) wird in der Geometrie, einem Teilgebiet der Mathematik, eine Affinität bezeichnet, die Streckenverhältnisse und Winkelgrößen unverändert lässt, aber im Allgemeinen die Längen von Strecken ändert. Der Begriff ist daher nur in solchen affinen Räumen sinnvoll, in denen ein Winkelbegriff und ein Längenbegriff vorhanden ist. Meist handelt es sich dabei um affine Punkträume, denen ein reeller euklidischer Raum als Raum der Verbindungsvektoren zugeordnet ist (siehe Euklidischer Raum#Der euklidische Punktraum). Figuren, die durch eine Ähnlichkeitsabbildung aufeinander abgebildet werden können, heißen ähnlich zueinander.
In der Geodäsie und Astrometrie wird die Abbildung als Ähnlichkeitstransformation bezeichnet. Ihre vier Transformationsparameter sind ein Drehwinkel, ein Maßstabsfaktor und zwei Verschiebungswerte. Man verwendet sie bei einfachen Koordinatentransformationen, etwa bei einer kleinräumigen Vermessung zum Anschluss an die Landeskoordinaten, oder bei Astrografen-Aufnahmen zur Plattenreduktion auf zwei oder mehr Anschlusssterne.

## Ähnlichkeiten als spezielle Affinitäten
Die Menge der Ähnlichkeiten auf einem affinen Raum {\displaystyle A} bildet eine Teilmenge der Affinitäten auf {\displaystyle A}. Ist die Dimension von {\displaystyle A} größer oder gleich 2, dann existieren auch Affinitäten, die keine Ähnlichkeiten sind. Bezüglich der Verkettung bilden die Ähnlichkeiten sogar eine Untergruppe dieser Gruppe von Affinitäten.
Auch alle Kongruenzabbildungen zählen zu den Ähnlichkeiten (sie bilden eine – im Allgemeinen echte – Untergruppe), da sie unter anderem winkel- und verhältnistreu sind, also Winkel und Streckenverhältnisse invariant lassen. Sind nur Ähnlichkeiten gemeint, die keine Kongruenzabbildungen sind, so spricht man von echten Ähnlichkeiten.

## Klassifikation
Es gibt zwei Typen von Ähnlichkeitsabbildungen:
- Drehstreckungen sind orientierungstreu (d. h., sie belassen den Umlaufsinn von Vielecken unveränderlich). Sie bestehen aus einer zentrischen Streckung und einer Drehung, und sie werden durch den Streckungsfaktor und den Drehwinkel charakterisiert. Ist der Streckungsfaktor gleich 1, so entsteht eine reine Drehung, womit der Spezialfall einer Kongruenzabbildung vorliegt.
- Klappstreckungen kehren die Orientierung um und bestehen aus einer Spiegelung an einer Hyperebene (einer Geradenspiegelung, falls der affine Raum zweidimensional, einer Ebenenspiegelung, falls er dreidimensional ist) und einer zentrischen Streckung. Ist der Streckungsfaktor gleich 1, so handelt es sich um eine reine Spiegelung, womit auch hier der Spezialfall einer Kongruenzabbildung vorliegt.

## Koordinatendarstellung
In der analytischen Geometrie wird eine Ähnlichkeitsabbildung nach Wahl eines euklidischen affinen Koordinatensystems durch eine Abbildungsgleichung der Form
{\displaystyle {\vec {X'}}=m\cdot A{\vec {X}}+{\vec {b}}}
beschrieben, wobei {\displaystyle m>0} eine reelle Zahl und {\displaystyle A} eine orthogonale Matrix ist.
Handelt es sich um eine gleichsinnige Ähnlichkeitsabbildung, so hat die Determinante von {\displaystyle A} den Wert 1, andernfalls den Wert −1.